# Llívia
Llívia este o exclavă spaniolă pe teritoriul francez. 
Este un municipiu situat la 153 km de capitala de provincie Gerona și înconjurat în totalitate de teritoriu francez ca rezultat al Tratatului Pirineilor din 1659. În acel tratat Spania ceda 33 de sate din ținuturile Vallespir, Capcir, Conflent, Rosellón, și Alta Cerdenia, care astăzi formează împreună cu Fenolleda departamentul francez al Pirineilor Orientali. A rămas în afara acestui tratat pentru că era o moșie, nu un sat, privilegiu acordat de împăratul Carol V.

## Demografie
Populația în 2005 era de 1.252 locuitori, pe o suprafață de 12,84 km.

## Galerie de imagini

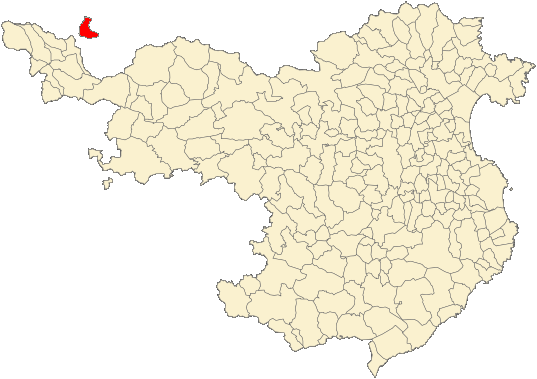
Localizare
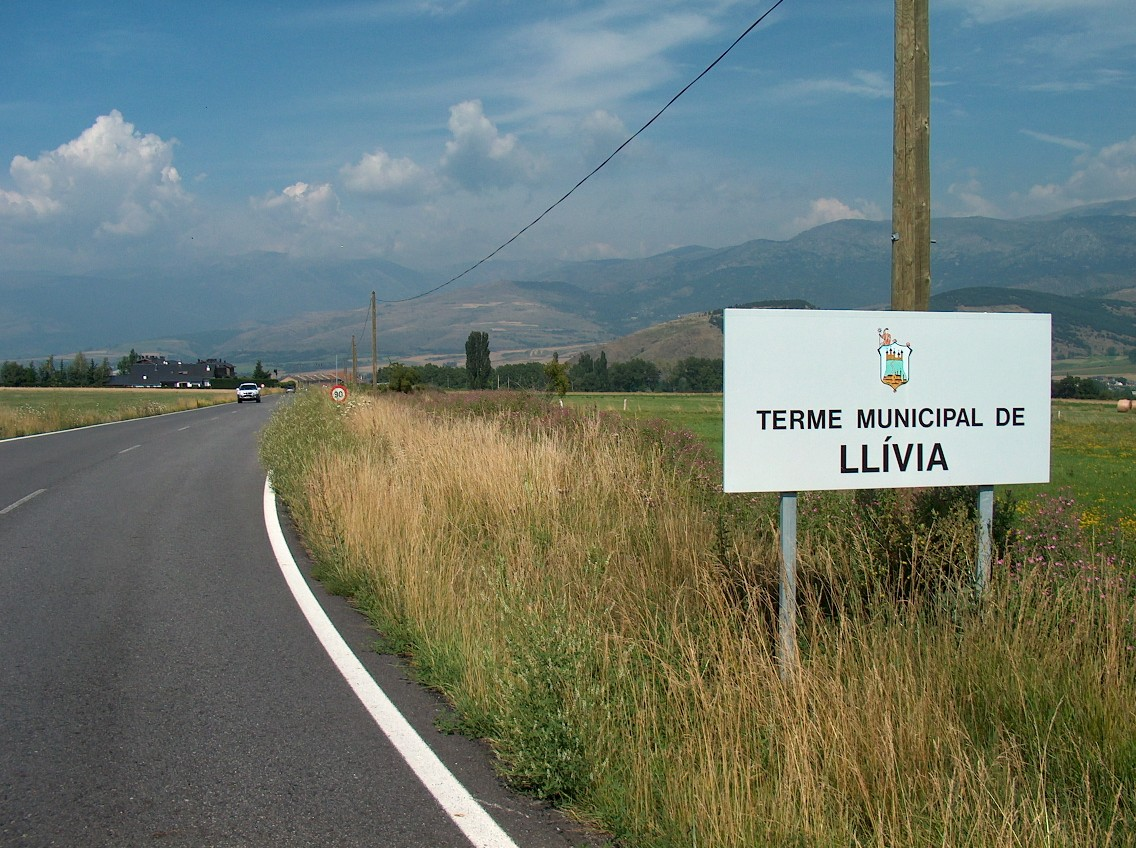
Llívia

1. ↑  Nomenclátor Geográfico de Municipios y Entidades de Población (20240402 edition)
2. ↑   http://llivia.org/es/noticias/albert-crulles-nuevo-alcalde-de-llivia.html Lipsește sau este vid: |title= (ajutor)
3. 1 2   http://www.idescat.cat/pub/?id=aec&n=925&t=2016 Lipsește sau este vid: |title= (ajutor)